# Felicia Barton
Felicia Diana Barton (Virginia Beach, 6 marzo 1982) è una cantautrice statunitense.
Nel 2009 ha partecipato all'ottava stagione di American Idol. Nel 2013 ha firmato un contratto come autrice per Warner-Chappell Music. Ha coscritto brani per Demi Lovato, Lea Michele e Jena Irene.

## Discografia
- 2011 - Lost Words - EP